# Eduard Hackel
Eduard Hackel (17 de març de 1850 - 2 de febrer de 1926) va ser un botànic austríac.
Va ser un destacat especialista en Poaceae. Va recol·lectar flora d'Espanya, Portugal, Àustria i Hongria.

## Algunes publicacions
- 1882. Monographia Festucarum europaearum
- 1903. On New Species of Grasses from New Zealand. Ed. Auckland Institute. En línia
- Die natiirlichen Pflanzenfamilien (La família de les pastures). Ed. Kessinger

Va ser pròdig en identificacions i nomenaments de noves espècies i varietats: 3463, publicant-les habitualment a : Oesterr. Bot. Z., Wiss. Erg. Schwed. Exp. Magellansl., Allg. Bot. Z. Syst., Denkschr. Acad. Viena, Anals Mus. Nac. Hist. Nat. Buenos Aires, Verh. Naturf. Veure. Brunn, Repert. Spec. Nov. Regni Veg., Bull. Herb. Boissier, Vierteljahrsschr. Naturf. Ges. Zürich, Phytologia, Vidensk. Meddel. Dansk Naturhist. Foren. Kjobenhavn, Trans. & Proc. N. Z. Inst., Rep. Princeton Univ. Exp. Patagonia, Botany, Blumea, Contr. Fl. Bolívia, Itinera Principum S. Coburgi, Gayana, Bot., Boissiera, Monogr. Phan., Notizbl. Königl. Bot. Gart. Berlin, Trans. Linn. Soc. London, Bot., Anal. Inst. fis.-geogr. nac. S. Jose, Smithsonian Contr. Bot., Ark. Bot., Dominguezia, Anals Mus. Nac. Montevideo, Kurtziana, Monogr. Festuc. Eur.

## Honors
Gèneres
- Hackelia
- Hackelochloa

Espècies
- (Orchidaceae) Porroglossum eduardii (Rchb.f.) H.R.Sweet[1]

- (Poaceae) Poa eduardii Golub[2]